# シウタデリャ公園

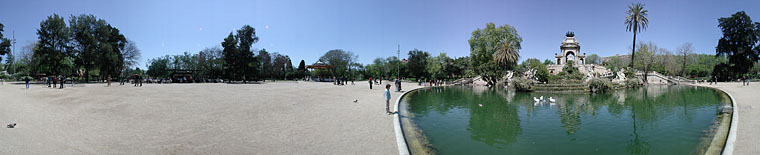
シウタデリャ公園

シウタデリャ公園 （カタルーニャ語:Parc de la Ciutadella）は、スペイン、バルセロナ、シウタ・ベリャ区（ca）にある公園。バルセロナ有数の広い公園で、かつて要塞がこの場所にあったためにこの名がついた。面積は17.42ヘクタールあり、園内にはカタルーニャ自治州議会議事堂（es）、バルセロナ動物園がある。

## 歴史

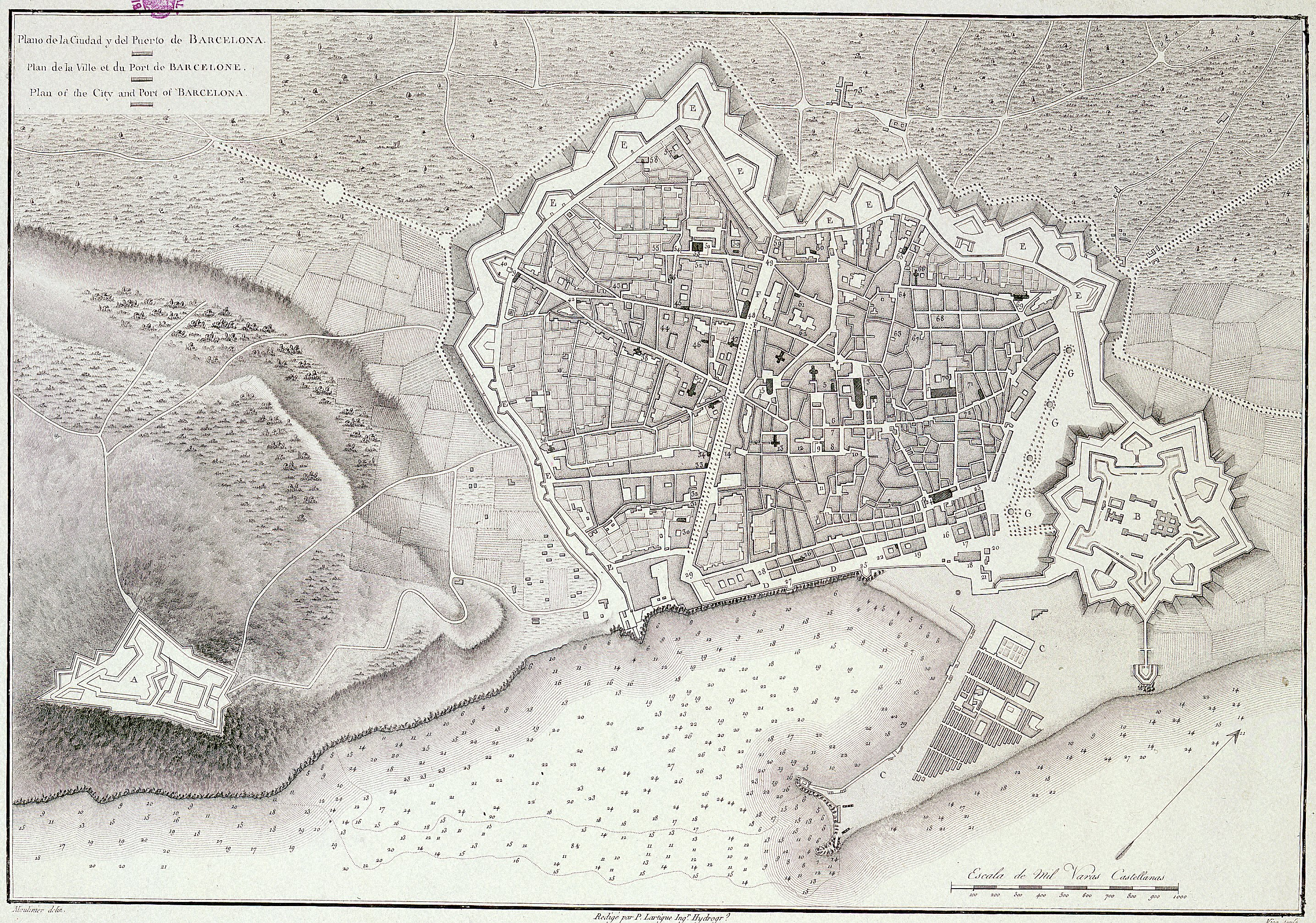
1806年のバルセロナの地図。右下に星型の要塞がある

スペイン継承戦争さなかの1714年9月11日、13ヶ月にも及んだバルセロナ包囲戦で、バルセロナはフェリペ5世率いるブルボン軍によって陥落させられた。戦後の1716年から、フェリペ5世はフランドル人軍事技師ヨリス・ファン・プロスペルに命じ、バルセロナを監視するためこの場所に要塞を築いた。星型の要塞は、当時ヨーロッパ最大級であった。バルセロナを見下ろすムンジュイックの丘の上には、既にムンジュイック城があった。
要塞建設のためにリベラ区（es）が廃止され、1200軒の住宅が壊された。修道院のあった場所は灌漑用運河にされた。約4500人が住む場所を放棄して退去した。

## 要塞の破壊
バルセロナ市民の、スペイン中央政府に対する憎悪の象徴であった要塞は、1841年に監視委員会が廃止を決定した。しかし2年後、摂政マリア・クリスティーナは要塞全体を壊さずに復興するよう命じた。フアン・プリム将軍はバルセロナ市へ資金を提供した。しかし、1868年革命（en）でイサベル2世が退位させられたために、要塞の廃止が決定され、軍の刑務所として使用されていたサン・ジュアン塔から壊され始めた。現在、要塞の原型として残るのは、礼拝堂、総督邸宅、工廠（現在は自治州議会所有）しかない。

## 万国博覧会
1888年、バルセロナ万博のため、バルセロナ市長フランセスク・リウスは、建築家ジュゼップ・フォンセーレに公園の開発を依頼した。アントニ・ガウディは水場の設計をし、滝の下にグロットをつくった。園内には、当時の優れたカタルーニャ人彫刻家たちの作品が設置された。

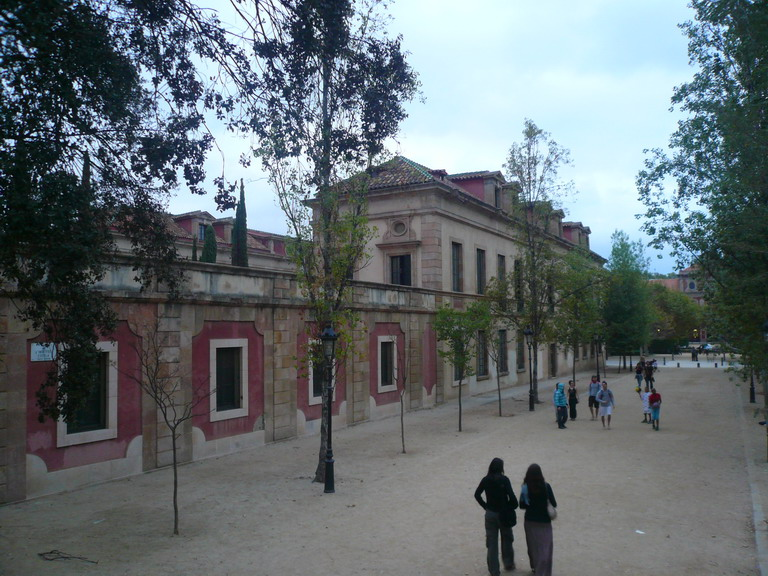
総督邸宅
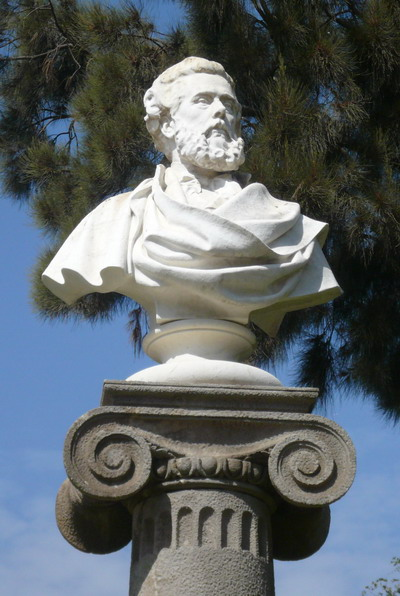
ビクトー・バラゲー像、マネル・フシャー